# Zapasy na Igrzyskach Wysp Oceanu Indyjskiego 1990
Turniej w ramach Igrzysk Wysp Oceanu Indyjskiego w 1990 - Antananarywa .

## Tabela medalowa
Gospodarz zawodów został zaznaczony kolorem.
| Poz.  | Państwo    |    |   |   | Łącznie |
| ----- | ---------- | -- | - | - | ------- |
| 1.    | Mauritius  | 6  | 4 | 3 | 13      |
| 2.    | Madagaskar | 4  | 5 | 4 | 12      |
| Razem | Razem      | 10 | 9 | 7 | 26      |

## Wyniki

### W stylu wolnym
| Kat. wagowa |                               |                               |                              |
| ----------- | ----------------------------- | ----------------------------- | ---------------------------- |
| 48 kg       | Francois Rakotoarilala        | Lucien Rakotondmanga          | Kishore Kumar Daby           |
| 52 kg       | Herizo Rakotondramasy         | Hamigou                       | Dagarajenwaidoogunaloo       |
| 57 kg       | Lucksmun San Paul             | Emmanue Randriadaivoarimanana | Ignace Rakotoarisoa          |
| 62 kg       | Randriampenoma Randianaisosoa | Mario Samson                  | Clement Kotovelo             |
| 68 kg       | Gilbert Gaetan Marie          | Jean Ravoninjanahary          | Randrianasolo Rakotondrasana |
| 74 kg       | Fenosoa Razafimahova          | Mohun Soonilduth              | Joysura Surenda              |
| 82 kg       | Joseph Landinaff              | Casimir Randiamaro            | Theodore Rakontonirina       |
| 90 kg       | Mohaber Gowtam                | Devanand                      | ----                         |
| 100 kg      | Jean Vielesse                 | Mihdidin Govvtan              | ----                         |
| 130 kg      | Navind Ramsaran               | ----                          | ----                         |